# Kurt Harland

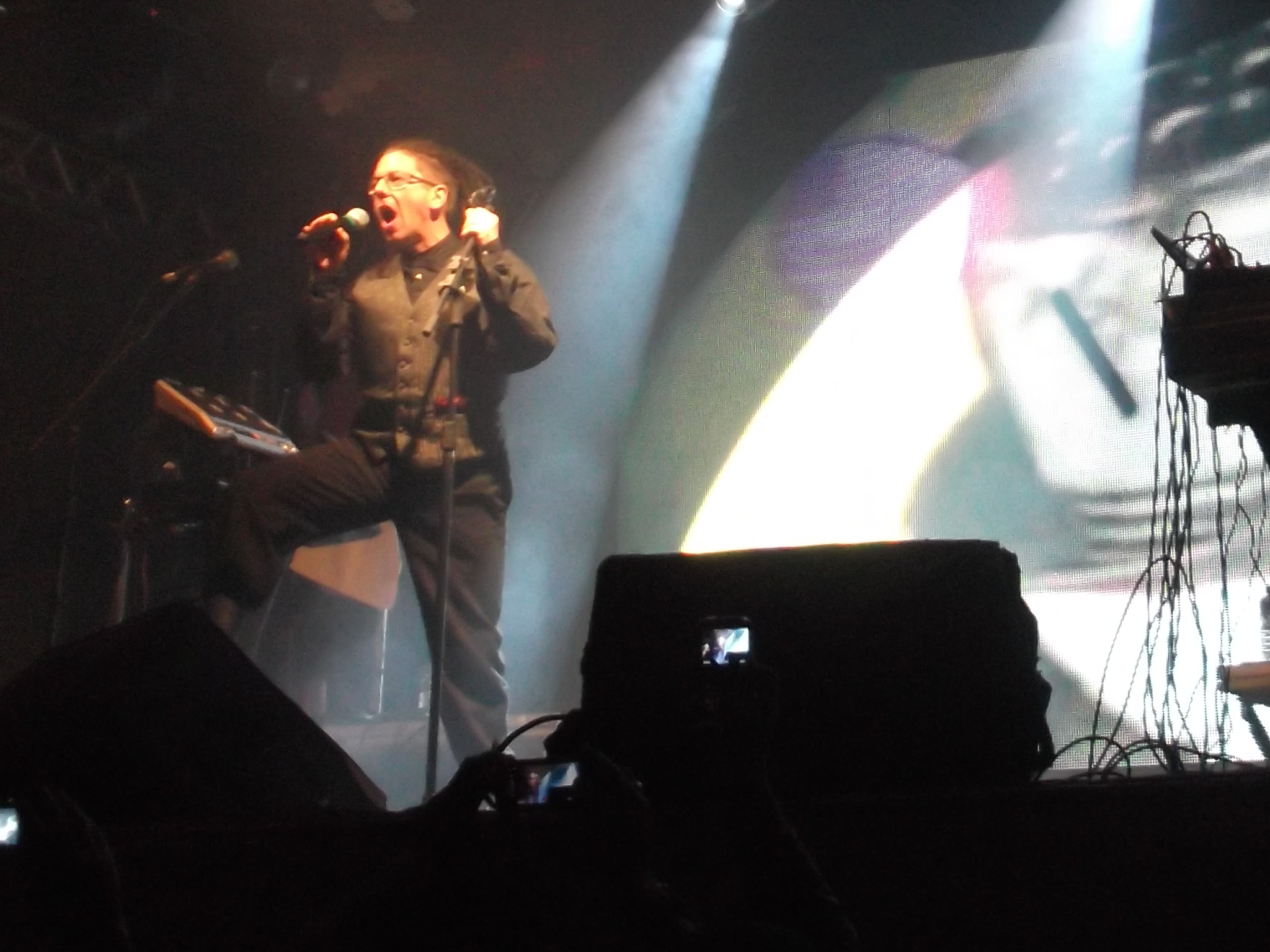
Kurt Harland na apresentação do InSoc em Taubaté, SP, no dia 21 de julho de 2012

Kurt Harland (Minneapolis, 25 de janeiro de 1963) é um cantor, compositor e diretor de audio de video game americano. Ele é mais conhecido por ser o vocalista do Information Society e compositor das trilhas sonoras da série de video Game Legacy of Kain.

## Biografia
Kurt Harland Larson foi nascido em 25 de janeiro de 1963 em Minnesota. Ele viveu até seus 5 anos de idade até se mudar para New Brighton.
Aos seis anos já tomava aulas de piano e, ao fim do ensino médio, participava de corais e cantos teatrais. Entre as idades de 14 e 19 anos, ele fez experiências com pintura.
Em 1982, Kurt iniciou um grupo chamado Information Society, aos 19 anos de idade.
Depois de viver em Nova York, Vienna, e Minneapolis, Kurt se mudou para a California, onde ele reside atualmente em San Francisco com sua esposa e seu filho desde 1993.

## Video games
Depois de 11 anos como artista de música, Kurt se mudou para San Francisco e começou sua carreira de diretor de áudio de video game. Durante estes anos ele esteve envolvido em dezoito projetos diferentes, notavelmente seis anos com a Crystal Dynamics. Ele atualmente é diretor de áudio na Slipgate Ironworks, um estúdio de desenvolvimento de jogos da Gazillion Entertainment baseada em San Francisco.
Kurt também trabalhou nos seguintes jogos:
- 1995: Scooby-Doo Mystery — Sunsoft, Mega Drive
- 1995: X-Men 2: Clone Wars — Headgames / Sega, Mega Drive
- 1995: Ballz — PF Magic, 3DO
- 1995: Nightmare Circus — Funcom Oslo / Sega, Mega Drive
- 1997: Gex: Enter the Gecko — Crystal Dynamics, PlayStation
- 1999: Legacy of Kain: Soul Reaver — Crystal Dynamics, PlayStation / Dreamcast / Windows
- 2001: Legacy of Kain: Soul Reaver 2 — Crystal Dynamics, Windows / PlayStation 2
- 2003: Whiplash — Crystal Dynamics, PlayStation 2 / Xbox
- 2003: Legacy of Kain: Defiance — Crystal Dynamics, Windows / PlayStation 2 / Xbox
- 2005: The Godfather — Electronic Arts, PlayStation 2 / Xbox / PC
- 2005: Death Jr. — Backbone Entertainment, PSP
- 2006: Death Jr. II: Root of Evil — Backbone Entertainment, PSP
- 2007: Death Jr. and the Science Fair of Doom — Backbone Entertainment, Nintendo DS
- 2011: PlayStation Move Heroes – Nihilistic Software Inc., PlayStation 3 / PlayStation Move
- 2012: Resistance: Burning Skies – Nihilistic Software Inc../ PlayStation Vita

1. 1 2 3 4 5 6  «The Official Information Society (InSoc) site». www.insoc.org. Consultado em 19 de maio de 2025. Cópia arquivada em 14 de março de 2003
2. ↑  The MADE Oakland (10 de fevereiro de 2013), Kurt Larson Speaks, consultado em 19 de maio de 2025